# Пам'ятник Марусі Чурай (Полтава)
Пам'ятник Марусі Чурай (або Пам'ятник українській пісні) — монумент у Полтаві, присвячений напівлегендарній поетесі та співачці Марусі Чурай.

## Загальні дані
Пам'ятник розташований у само́му середмісті Полтави — за Полтавським академічним обласним музично-драматичним театром ім. Гоголя на Театральній площі (на вулиці Небесної Сотні).
Відкрито пам'ятник 14 квітня 2006 року. Його авторами є полтавські скульптори Дмитро Коршунов та Валерій Голуб.

## Опис
Приводом для встановлення монумента стали народні перекази та легенди про дівчину-полтавчанку Марусю, яка жила у XVII столітті, і мала надзвичайно гарний голос і хист до складання пісень. Саме її творчому таланту приписується низка українських народних пісень, серед яких найвідомішими в наш час є «Ой, не ходи Грицю, та й на вечорниці», «Засвіт встали козаченьки». Зберігся в народі й переказ про те, як Маруся отруїла свого коханого Гриця, за те, що він зрадив їхньому коханню та одружився з багатою. Згідно з версіями гордовиту полтавчанку було страчено за звинуваченням в отруєнні коханого Гриця.
Постать Марусі Чурай, а також сюжети пісень, авторство яких їй приписують, використали цілий ряд українських письменників і поетів у своїх творах. Найвідоміший із них лишається історичний роман у віршах «Маруся Чурай» Ліни Костенко.
Пам'ятник Марусі Чурай (українській пісні) являє собою фігуру молодої дівчини в національному строї, що в легкій зажурі похилила голову; у лівій руці вона тримає оберемок рослин, а праву піднесла до обличчя.
Пам'ятник — заввишки 3,5 метра, відлитий з бетону, його верхня частина окована міддю.

## Історія створення та цікаві факти про пам'ятник
Ініціатором спорудження пам'ятника виступив депутат Верховної Ради, новообраний мер Полтави Анатолій Кукоба (на посту лише до листопада 2006 року). Пам'ятник споруджували 3 місяці, спочатку зробивши модель дівчини з глини, а потім з бетону.
Пам'ятник Марусі Чурай став одним з незвичайних і популярних у народній культурі полтавських пам'ятників, чому непрямо посприяла міська влада. Адже ніякого підпису на або під постаментом пам'ятника тривалий час не було. Народною назвою, якою нагородили пам'ятник полтавчани, знайомі з первинним задумом монумента, стала «Дівчина з легенди»[джерело?]. Після поширення в країні мереж мобільного зв'язку мешканці міста у побуті надали пам'ятці назву «Дівчина з мобілкою», котра базувалась на характерній постаті скульптури — схилена набік голова і піднесена, начебто до вуха, права рука, що майже в точності відтворює жест особи, що розмовляє стільниковим. Навіть коли пояснювальна табличка знайшла своє місце на постаменті, народне прізвисько, закріпившись, лишилось популярним, не в останню чергу через розташування пам'ятника в самому центрі міста, що робить його популярним для городян місцем зустрічі та розмов (тим же телефоном).

## Виноски
1. ↑  Пам'ятник Марусі Чурай [Архівовано 21 липня 2013 у Wayback Machine.] // інтернет-видання «Полтавщина» [Архівовано 3 травня 2011 у Wayback Machine.]
2. ↑  В Полтаві відкрили пам'ятник Марусі Чурай [Архівовано 2 вересня 2011 у Wayback Machine.] // інф. за 18 квітня 2006 року на Інтернет-видання ForUm [Архівовано 14 лютого 2014 у Wayback Machine.]
3. ↑  «Дівчина з мобілкою» допоможе дочекатися дзвінка // цікавинка за 1 липня 2008 року на regionnews.poltava.ua Обласне комунальне інформаційне агентство «Новини Полтавщини» [Архівовано 29 серпня 2009 у Wayback Machine.]